# Gypsophila libanotica
Gypsophila libanotica är en nejlikväxtart som beskrevs av Pierre Edmond Boissier. Gypsophila libanotica ingår i släktet slöjor, och familjen nejlikväxter. Inga underarter finns listade i Catalogue of Life.